# Roemenië op het Eurovisiesongfestival 2014

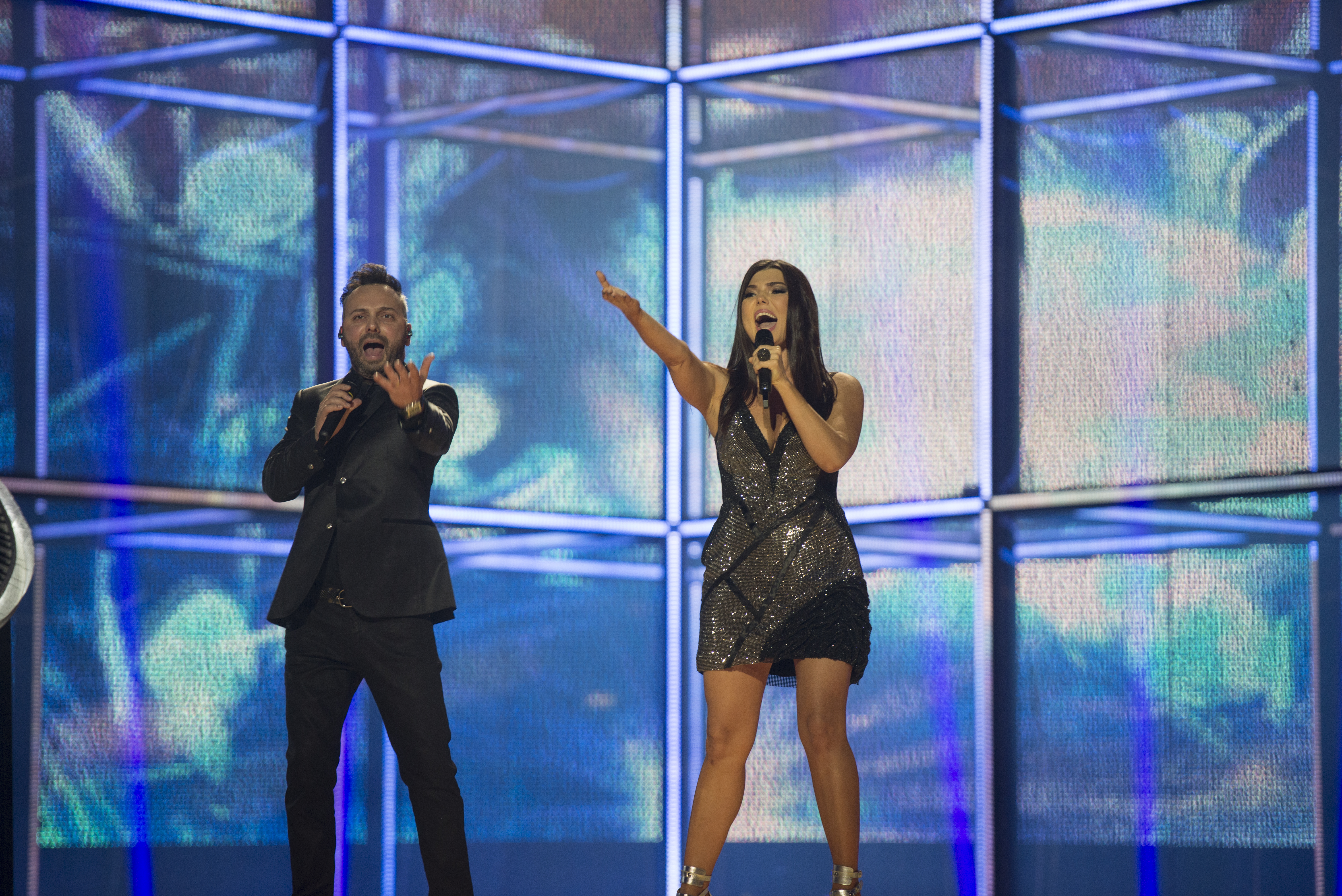
Paula Seling & Ovi eindigden namens Roemenië op de twaalfde plek in Kopenhagen

Roemenië nam deel aan het Eurovisiesongfestival 2014 in Kopenhagen, Denemarken. Het was de 16de deelname van het land op het Eurovisiesongfestival. TVR was verantwoordelijk voor de Roemeense bijdrage voor de editie van 2014.

## Selectieprocedure
Ook dit jaar koos Roemenië zijn act voor het Eurovisiesongfestival weer via het traditionele Selecţia Naţională. Geïnteresseerden kregen van de Roemeense staatsomroep van 15 januari tot en met 14 februari de tijd om een lied in te sturen. Een selectiecomité duidde vervolgens de twaalf finalisten aan die mochten aantreden in Selecţia Naţională 2014, op 1 maart 2014. Tijdens de nationale finale werden de stemmen voor de helft uitgedeeld door een vakjury, en voor de andere helft door het publiek via televoting. Bij een gelijkstand won de favoriet van het publiek. Nieuw dit jaar was dat er per toestel slechts één stem kon worden uitgebracht.
In totaal ontving de Roemeense openbare omroep 159 inzendingen, waarvan er 9 meteen uit competitie genomen werden wegens niet conform de reglementen. Op 20 februari werden de namen van de twaalf deelnemende artiesten vrijgegeven. TVR ontving inzendingen uit België, Griekenland, Italië, Noorwegen, Roemenië en Spanje. Selecţia Naţională 2014 vond plaats in het Sică Alexandrescutheater in Brașov en werd gepresenteerd door Nicolle Stănese.
Hoewel Vaida van het publiek 7508 stemmen kreeg en Paula Seling & Ovi slechts 2052, won dit duo Selecţia Naţională 2014 met het nummer Miracle dankzij de steun van de vakjury. Vaida eindigde als tweede, Vizi Imre vervolledigde het podium. Voor Paula Seling & Ovi was het hun tweede eindoverwinning in Selecţia Naţională. Na hun overwinning in 2010 eindigden ze als derde op het Eurovisiesongfestival.

## Selecţia Naţională 2014
1 maart 2014
| Plaats | Artiest                       | Lied              | Jury | Publiek | Totaal |
| ------ | ----------------------------- | ----------------- | ---- | ------- | ------ |
| 1      | Paula Seling & Ovi            | Miracle           | 12   | 10      | 22     |
| 2      | Mirela Vaida Boureanu         | One more time     | 4    | 12      | 16     |
| 3      | Vizi Imre                     | Kind of girl      | 10   | 6       | 16     |
| 4      | Anca Florescu                 | Hearts collide    | 5    | 8       | 13     |
| 5      | Ștefan Stan feat. Teddy K     | Breather          | 7    | 5       | 12     |
| 6      | Renée Santana & Mike Diamondz | Letting go        | 6    | 4       | 10     |
| 7      | Bere Gratis                   | Despre mine şi ea | 8    | 1       | 9      |
| 8      | Șăl                           | Hardjock          | 0    | 7       | 7      |
| 9      | The dAdA                      | Unpredictable     | 2    | 3       | 5      |
| 10     | Naomy                         | Dacă tu iubești   | 1    | 2       | 3      |
| 11     | The Zuralia Orchestra         | You know          | 3    | 0       | 3      |
| 12     | Silvia Dumitrescu             | Fiorul iubirii    | 0    | 0       | 0      |

## In Kopenhagen
Roemenië moest in Kopenhagen eerst aantreden in de tweede halve finale, op donderdag 8 mei. Paula Seling & Ovi traden als vijftiende en laatste aan, na Tinkara Kovač uit Slovenië. Bij het openen van de enveloppen bleek dat Roemenië zich had weten te plaatsen voor de finale. Na afloop van de finale werd duidelijk dat Paula Seling & Ovi op de tweede plaats waren geëindigd in de tweede halve finale, met 125 punten. Roemenië kreeg het maximum van twaalf punten van drie landen, met name Israël, Malta, Oostenrijk.
In de finale traden Paula Seling & Ovi als zesde van 26 acts aan, net na Carl Espen uit Noorwegen en gevolgd door Aram MP3 uit Armenië. Aan het einde van de puntentelling stond Roemenië op de twaalfde plaats, met 72 punten. Roemenië kreeg het maximum van de punten van Moldavië.